# Округ Калхун (Јужна Каролина)
Округ Калхун (енгл. Calhoun County) је округ у америчкој савезној држави Јужна Каролина. По попису из 2010. године број становника је 15.175.

## Демографија
Према попису становништва из 2010. у округу је живело 15.175 становника, што је 10 (0,1%) становника мање него 2000. године.
| Група             | 2000.         | 2010.         |
| Белци             | 7.521 (49,5%) | 8.059 (53,1%) |
| Афроамериканци    | 7.393 (48,7%) | 6.459 (42,6%) |
| Азијати           | 21 (0,1%)     | 32 (0,2%)     |
| Хиспаноамериканци | 212 (1,4%)    | 458 (3,0%)    |
| Укупно            | 15.185        | 15.175        |